# 森久保祥太郎・寺島拓篤・梶裕貴 ★★★プロデュース
森久保祥太郎・寺島拓篤・梶裕貴 ★★★プロデュース（もりくぼしょうたろう･てらしまたくま・かじゆうき みつぼしプロデュース）は、ラジオ大阪の1314 V-STATIONにて2009年7月11日より2011年10月1日まで毎週土曜23:00 - 23:30に放送されていたラジオ番組。また、ラジオ日本にて2010年1月4日より2011年10月3日まで毎週月曜26:30 - 27:00に、アニメイトTVにて過去4回のバックナンバーが配信されていた（2011年11月3日をもって配信終了）。「★★★」は、「☆☆☆」とも記される。
当初は森久保祥太郎・寺島拓篤 ☆☆☆プロデュースとして放送されていたが、梶裕貴がゲストで登場する度にレギュラーを自称していたため、番組内で梶のレギュラー希望メールを500通集めることをレギュラー入りの条件として与えたものの全くレギュラー希望メールが集まらず、森久保も寺島もリスナーからの希望がないことに青ざめていたが、視聴者に呼びかけをして、重複するリスナーのメールも合わせて期限を更に延ばしてなんとか500通を集めることに成功し、2010年下半期からレギュラー出演が決定したことに伴い番組名が変更された。

## パーソナリティ

### レギュラー
- 森久保祥太郎
- 寺島拓篤
- 梶裕貴

### ゲスト
- 畑澤和也（第2回）
- 梶裕貴（第15回、第16回、第17回、第32回、第33回、第35回、第36回）
- 声優グランプリモバイル担当者（第24回）
- 井口祐一（第25回、第27回、第28回、第29回）
- 日野聡（第27回、第29回）
- 水島大宙（第28回、第29回）
- たかはし智秋（第31回、第37回）
- HOGEROH（第41回、第42回）

## 放送リスト

### 2009年
| 2009年放送リスト | 2009年放送リスト | 2009年放送リスト | 2009年放送リスト                                            | 2009年放送リスト |
| 回               | 放送日           | 配信日           | サブタイトル                                                |                  |
| ---------------- | ---------------- | ---------------- | ----------------------------------------------------------- | ---------------- |
| 1                | 2009年7月11日    | 2009年7月21日    | プロデュースって何をするの?                                 |                  |
| 2                | 2009年7月18日    | 2009年7月27日    | ハイペリオン祭りです!                                       |                  |
| 3                | 2009年7月25日    | 2009年8月3日     | おっ、森久保じゃん!!                                        |                  |
| 4                | 2009年8月1日     | 2009年8月10日    | 寺Pの企画が着々進行中っ!                                    |                  |
| 5                | 2009年8月8日     | 2009年8月17日    | 寺島・メガネ・レボリューション、略して☆                     |                  |
| 6                | 2009年8月15日    | 2009年8月24日    | ボンボンボンボンボン! 声を入れてくれて…有難う♪              |                  |
| 7                | 2009年8月22日    | 2009年8月31日    | CD『テラモリ』は工場から寺島が持っていきます!?              |                  |
| 8                | 2009年8月29日    | 2009年9月7日     | 『ど根性メガネ・タックマン』がね〜!                         |                  |
| 9                | 2009年9月5日     | 2009年9月14日    | キャラホビ☆テラモリ☆エクステンション☆                       |                  |
| 10               | 2009年9月12日    | 2009年9月18日    | 大阪イベント開催! フィギュア登場!                           |                  |
| 11               | 2009年9月19日    | 2009年9月28日    | CD『テラモリ』でナマが…、そして宝くじ!?                     |                  |
| 12               | 2009年9月26日    | 2009年10月5日    | 大阪イベントを宣伝しよう!                                   |                  |
| 13               | 2009年10月3日    | 2009年10月9日    | ど根性メガネ・タックマン、ラジオドラマ開始だがね〜っ!       |                  |
| 14               | 2009年10月10日   | 2009年10月19日   | とうとう、スポンサーが…。                                   |                  |
| 15               | 2009年10月17日   | 2009年10月26日   | 大阪イベントは、こんな感じでしたスペシャル!                 |                  |
| 16               | 2009年10月24日   | 2009年11月2日    | 大阪イベントは、こんな感じでしたスペシャル☆その2            |                  |
| 17               | 2009年10月31日   | 2009年11月9日    | やっと、星が3つ揃いましたね〜! なに言ってるんだよ、オレは!? |                  |
| 18               | 2009年11月7日    | 2009年11月16日   | 森久保さんのスイッチが壊れてました!?                        |                  |
| 19               | 2009年11月14日   | 2009年11月20日   | 梶くんの居ないところで…                                     |                  |
| 20               | 2009年11月21日   | 2009年11月27日   | 緊急発表! 年末年始に、何かが…起こる!?                       |                  |
| 21               | 2009年11月28日   | 2009年12月4日    | 森久保さんが『タックマン』主題歌をナマ熱唱!                 |                  |
| 22               | 2009年12月5日    | 2009年12月11日   | タックマンの主題歌を生レコーディング!?                      |                  |
| 23               | 2009年12月12日   | 2009年12月18日   | イベントの内容を決めよう! タックマンその後は!?              |                  |
| 24               | 2009年12月19日   | 2009年12月25日   | 番組に大きな変化が起こる!?                                  |                  |
| 25               | 2009年12月26日   | 2009年12月29日   | 誰だ、キミは～!? 秘密プルプル兵器・井口祐一を弄ってみよう!? |                  |

### 2010年
| 2010年放送リスト | 2010年放送リスト | 2010年放送リスト | 2010年放送リスト                                         | 2010年放送リスト |
| 回               | 放送日           | 配信日           | サブタイトル                                             |                  |
| ---------------- | ---------------- | ---------------- | -------------------------------------------------------- | ---------------- |
| 26               | 2010年1月2日     | 2010年1月8日     | 正月だよ! みつぼしの今後は!?                             |                  |
| 27               | 2010年1月9日     | 2010年1月15日    | 姫、始めました! 恥ずかしい第1弾                          |                  |
| 28               | 2010年1月16日    | 2010年1月22日    | 新春イベント 恥ずかしい第2弾                             |                  |
| 29               | 2010年1月23日    | 2010年1月29日    | 新春イベント第3弾! 恥ずかしい裏側☆                       |                  |
| 30               | 2010年1月30日    | 2010年2月5日     | 『タックマン』第2部開始、新キャラ登場っ! イベントも決定! |                  |
| 31               | 2010年2月6日     | 2010年2月12日    | ジューシーがダンシング! 声優界のエビさまって!?           |                  |
| 32               | 2010年2月13日    | 2010年2月19日    | 三つめの星・梶 裕貴、ついに登場!?                        |                  |
| 33               | 2010年2月20日    | 2010年2月26日    | 梶、お前、めんどくさくなったなぁ                         |                  |
| 34               | 2010年2月27日    | 2010年3月5日     | タックマン、クライマックス!?                             |                  |
| 35               | 2010年3月6日     | 2010年3月12日    | 梶くんと一緒に、生放送SPECIAL!                           |                  |
| 36               | 2010年3月13日    | 2010年3月19日    | 大阪の「みつぼしスクウェア」Vol.1をお届けです!           |                  |
| 37               | 2010年3月20日    | 2010年3月26日    | 卒業式は帝王切開っ!? タックマンクライマックス!           |                  |
| 38               | 2010年3月27日    | 2010年4月2日     | 俺たちは、錬金術師だ!?                                   |                  |
| 39               | 2010年4月3日     | 2010年4月9日     | 別バラって何? そして梶くんの運命は!?                     |                  |
| 40               | 2010年4月10日    | 2010年4月16日    | ビッグサイトからこんにちは! ブラック梶くんって?          |                  |
| 41               | 2010年4月17日    | 2010年4月23日    | 萌えとロボがあれば、世界は平和になる〜っ!                |                  |
| 42               | 2010年4月24日    | 2010年4月30日    | 梶 裕貴さん、レギュラー化の行方は!?                      |                  |
| 43               | 2010年5月1日     | 2010年5月7日     | タックマンのエンディングを歌ってみた!                    |                  |
| 44               | 2010年5月8日     | 2010年5月14日    | 梶 裕貴、3つ目の星になれるのか、大発表っ!                |                  |
| 45               | 2010年5月15日    | 2010年5月21日    | 梶 裕貴、参戦っ! 森BOY? 寺BOY?                           |                  |
| 46               | 2010年5月22日    | 2010年5月28日    | ロックロックで、梶さんが新しい道へ…。                    |                  |
| 47               | 2010年5月29日    | 2010年6月4日     | お前、おかしいよ～!(笑) 6月6日のチケット完売!            |                  |
| 48               | 2010年6月5日     | 2010年6月11日    | 梶くんは森ボーイ? 7月10日大阪もチケット完売!             |                  |
| 49               | 2010年6月12日    | 2010年6月18日    | みつぼしスクウェアは、湿っぽい!?                         |                  |
| 50               | 2010年6月19日    | 2010年6月21日    | 「ロックなオカズ」とは…!?                                |                  |
| 51               | 2010年6月26日    | 2010年6月28日    | 初めては、森久保さん! 立ちっぱなしで気持ち良かったぁ     |                  |
| 52               | 2010年7月3日     | 2010年7月5日     | AKB48に対抗して、ユニット作る?                           |                  |
| 53               | 2010年7月10日    | 2010年7月20日    | 生放送! 梶さん卒業! リスナーさんに電話をしてみよう!      |                  |
| 54               | 2010年7月17日    | 2010年7月20日    | 大阪イベントは、下半身とATスペシャル!?                   |                  |
| 55               | 2010年7月24日    | 2010年7月26日    | 森久保菌が蔓延!?                                         |                  |
| 56               | 2010年7月31日    | 2010年8月2日     | 番組から重大発表!? お前もみつぼしにしてやろうか〜!       |                  |
| 57               | 2010年8月7日     | 2010年8月9日     | カジ暮らしの有リエッティ?                                |                  |
| 58               | 2010年8月14日    | 2010年8月16日    | ボンボンボーン! メガネだね!                              |                  |
| 59               | 2010年8月21日    | 2010年8月23日    | 森久保さんが身長伸びている!?                             |                  |
| 60               | 2010年8月28日    | 2010年8月30日    | やだやだやだ〜っ! そして、新コーナー案 発表!             |                  |
| 61               | 2010年9月4日     | 2010年9月6日     | 森久保さんは、嬉しかったり、怒ったり!?                   |                  |
| 62               | 2010年9月11日    | 2010年9月13日    | 見ちゃイヤよ! なんだよ、梶のクセにっ!                    |                  |
| 63               | 2010年9月18日    | 2010年9月21日    | 新コーナー開始! 一片の悔い、それはお前にしか愛せない!    |                  |
| 64               | 2010年9月25日    | 2010年9月27日    | SE甲子園は、動物園かよっ!?                               |                  |
| 65               | 2010年10月2日    | 2010年10月4日    | こんなに愛しているのに〜!                                |                  |
| 66               | 2010年10月9日    | 2010年10月12日   | 森久保フォーーーーーっ!? 次回のイベントは武●館!?         |                  |
| 67               | 2010年10月16日   | 2010年10月18日   | みんな、マモちゃんが好き(はぁと)                         |                  |
| 68               | 2010年10月23日   | 2010年10月25日   | Hなモノの隠し場所はどこか!?                              |                  |
| 69               | 2010年10月30日   | 2010年11月1日    | 新しい私、デビュー!?                                     |                  |
| 70               | 2010年11月6日    | 2010年11月8日    | 2人は、付き合ってるんでしょ!?                            |                  |
| 71               | 2010年11月13日   | 2010年11月15日   | お前、発表の仕方、ヘタだぞ!?                             |                  |
| 72               | 2010年11月20日   | 2010年11月22日   | 男にとって一番大切なもの!?                               |                  |
| 73               | 2010年11月27日   | 2010年11月29日   | もりくぼ～ん! てりゅりりゅりゅ～!                        |                  |
| 74               | 2010年12月4日    | 2010年12月6日    | 寺島さんの以前のパーマは失敗だったんですか!?             |                  |
| 75               | 2010年12月11日   | 2010年12月13日   | オレってスゲーな! メルヘ～～ン!                          |                  |
| 76               | 2010年12月18日   | 2010年12月20日   | イベントも終わって、年末ですね                           |                  |
| 77               | 2010年12月25日   | 2010年12月27日   | みつぼしクリスマ～ス!                                    |                  |

### 2011年
| 2011年放送リスト | 2011年放送リスト | 2011年放送リスト | 2011年放送リスト                                              | 2011年放送リスト |
| 回               | 放送日           | 配信日           | サブタイトル                                                  |                  |
| ---------------- | ---------------- | ---------------- | ------------------------------------------------------------- | ---------------- |
| 78               | 2011年1月1日     | 2011年1月3日     | 食べたいイイ男!? 明けまして、新春みつぼしプロデュース!        |                  |
| 79               | 2011年1月8日     | 2011年1月11日    | 毎日毎晩、乳触り放題! サプライズ企画で3人がドッキリ!?         |                  |
| 80               | 2011年1月15日    | 2011年1月17日    | 幕末なので…色々混ざっちゃいました!                            |                  |
| 81               | 2011年1月22日    | 2011年1月24日    | グアム旅行SPECIAL!                                            |                  |
| 82               | 2011年1月29日    | 2011年1月31日    | グアム旅行スペシャル! あれが梶くんの星だよ…                   |                  |
| 83               | 2011年2月5日     | 2011年2月7日     | 結婚した!? ニオイでイケちゃう寺島スペシャル!?                 |                  |
| 84               | 2011年2月12日    | 2011年2月14日    | おばあちゃん、KJがエロくてフェイス!                           |                  |
| 85               | 2011年2月19日    | 2011年2月21日    | バカヤロー、ニュータイプだがね!                               |                  |
| 86               | 2011年2月26日    | 2011年2月28日    | 女の子が食べる恵方巻き、いいよな?                             |                  |
| 87               | 2011年3月5日     | 2011年3月7日     | 梶くんみたいな食べ物あるよね～ そして重大発表!                |                  |
| 88               | 2011年3月14日    | 2011年3月14日    | マジな恋愛相談を考えてみた!                                   |                  |
| 89               | 2011年3月19日    | 2011年3月22日    | 肉×が食いたい!? ニセ☆テラシー現る!?                           |                  |
| 90               | 2011年3月26日    | 2011年3月28日    | 頑張ろう! 日本を信じようぜっ、みつぼしセレクション!           |                  |
| 91               | 2011年4月2日     | 2011年4月4日     | 「地球33番地プロジェクト」重大発表!                           |                  |
| 92               | 2011年4月9日     | 2011年4月11日    | なんちゃらプロデュースで、戦国武将と誰かがコラボしちゃった!?  |                  |
| 93               | 2011年4月16日    | 2011年4月18日    | ゴールを決めて、キングの梶ダンスが見た～い!                   |                  |
| 94               | 2011年4月23日    | 2011年4月28日    | ラジオ大阪からナマ放送! 東京イベントも大発表!                 |                  |
| 94               | 2011年4月25日    | 2011年4月26日    | ラジオ日本の特別版!                                           |                  |
| 95               | 2011年4月30日    | 2011年5月2日     | 恥ずかしい着信ボイス～! ダーイブ!                             |                  |
| 96               | 2011年5月7日     | 2011年5月9日     | グレート兄さん! ぽぽぽぽーん!                                 |                  |
| 97               | 2011年5月14日    | 2011年5月16日    | ヘタレで、ドＭで、モテる人って!? 梶さんと森久保さんが結婚～!? |                  |
| 98               | 2011年5月21日    | 2011年5月23日    | アレとコレが最終回! 馬も駆け抜けて行きました～!               |                  |
| 100              | 2011年5月28日    | 2011年5月30日    | 100回記念!? 笑えるエピソードが満載!                           |                  |
| 101              | 2011年6月4日     | 2011年6月6日     | 101匹目のワンちゃん登場!                                      |                  |
| 102              | 2011年6月11日    | 2011年6月13日    | ニセ・てらしー VS ニセ・もりしー                              |                  |
| 103              | 2011年6月18日    | 2011年6月20日    | スポーツブラを推します!                                       |                  |
| 104              | 2011年6月25日    | 2011年6月27日    | 攻めの育毛ですよ!                                             |                  |
| 105              | 2011年7月2日     | 2011年7月4日     | サラダバダッバ・ダバダバ! 伊東四朗さんですか?                 |                  |
| 106              | 2011年7月9日     | 2011年7月11日    |                                                               |                  |
| 107              | 2011年7月16日    | 2011年7月18日    |                                                               |                  |
| 108              | 2011年7月23日    | 2011年7月25日    |                                                               |                  |
| 109              | 2011年7月30日    | 2011年8月1日     |                                                               |                  |
| 110              | 2011年8月6日     | 2011年8月8日     |                                                               |                  |
| 111              | 2011年8月13日    | 2011年8月15日    |                                                               |                  |
| 112              | 2011年8月20日    | 2011年8月22日    |                                                               |                  |
| 113              | 2011年8月27日    | 2011年8月29日    |                                                               |                  |
| 114              | 2011年9月3日     | 2011年9月5日     | 梶くんを省いちゃった!?                                        |                  |
| 115              | 2011年9月10日    | 2011年9月12日    | 梶 裕貴のみつぼしプロデュース～!?                             |                  |
| 116              | 2011年9月17日    | 2011年9月19日    | 世界陸上に、てらしーが出場してた!?                            |                  |
| 117              | 2011年9月24日    | 2011年9月26日    | 下ネタの基準って!?                                            |                  |
| 最終回           | 2011年10月1日    | 2011年10月3日    | さらば、みつぼしプロデュース☆☆☆!                              |                  |

※放送日は特記なき場合、ラジオ大阪のもの。
※配信日はアニメイトTVのもの。

## コーナー
森久保祥太郎の、我が人生に一片の悔いがある
リスナーからどうしても悔いが残ってしまっている面白いエピソードや悲劇なエピソードを紹介する。
寺島拓篤の、ガチンコ!総コレ☆バトル
カロリー消費を勉強する為に、リスナーからカロリー関連のクイズを募集し、3人に出題する。例：「この3種類の内、カロリーが一番高い食品はどれ?」
梶裕貴の、輝け!SE甲子園
3人に演じて欲しいSE（効果音）をリスナーから募集し、3人の持つ演技力の限界に挑戦していく。

## 主なプロデュース
- タックマンプロジェクト
- イベントプロデュース
- 映像企画
- 貼るっちょ企画

## クォンタム・メカニクス戦記 ど根性メガネ タックマン!

### 概要
- 寺島がオリジナルフィギュアを作るというプロデュースをスタートさせたが、どうせならラジオドラマをやったら良いという放送作家の一言でラジオドラマ化が決定。第13回放送からスタート。第37回放送をもって終了。2部構成全12話（第1部6話、第2部6話）。ドラマCDも発売される。

### あらすじ
- あの日の夜、空から突然メガネがタックの自宅に降ってきた。それは、宇宙からやってきたメガネ形生命体だった……。

### 登場人物
タック・テラ/声：寺島拓篤
本作の主人公。17歳。高校3年生。高校生に入るのと同時に一人暮らしを始めている。何をするにもやる気がなく、暑苦しいことが嫌い。運動も苦手。タックマンになることにも抵抗があった。
両親はいずれも海外に居る。父親は、自称考古学者でタックが小さいころから恐竜の化石発掘のため世界中を飛び回っている。母親は、商社に勤めていたがタックが中学3年のときに「仕事がしたい」と言ってタックを残してブラジルへ行ってしまった。
サーバーA/声：森久保祥太郎
通称エース。語尾が「～（だ）がね」。宇宙からやってきたメガネ形の生命体。着地のときに頭をぶつけ、記憶喪失になった。飛ぶことができる。サーバーAという名前は、メガネの名産地である福井県鯖江市から来ている。チアキ曰く「古っぽいメガネ」。
タックマン/声：森久保祥太郎・寺島拓篤
正式には、「ど根性メガネ タックマン」。タックがエースをかけ、「サーバー・フレームオン!」という掛け声を発することによって変身する。タックとエースの意識を一つにするためにコントロールチェンジを行う必要がある。そうでなければ本来の力が発揮できず弱い。
バグが発見されると「バグガデタヨ」と検知器が作動し、機械音が流れる。
最強のコンピューター「ヤマト」と倒す際、「コンピューターでも分かんねーのが人間の火事場のくそ力なんだよパンチ」、「苔が岩を砕くんだ。石の上にも三年だ。根性がありゃ、愛がありゃ、サラリーマンもローンを完済するんだキック」という謎の技が飛び出した。また、必殺技としてウイルスバスターからイメージを受け、名称を考案した「バスターメガナックル」がある。
チアキ/声：たかはし智秋
タックの遠い親戚で幼なじみ。タックの家に居候している。春からタックの高校へ編入するためやってきたが、科学省大学から飛び級の推薦を貰い電子遺伝子工学について研究する事になった。しかし、バグにより身体が量子分解され、タックの目の前から消えた。
ユウキ/声：梶裕貴
16歳。科学省大学院スペシャル特待生で研究者。栗色でウェーブした髪型。碧眼。14歳のときにネット版科学誌に投稿した論文が認められてアメリカに留学し、15歳で学位取得。チアキと同じ電子遺伝子工学について研究する。
タックに対し、恍惚とした態度を取ることがある。
人間とバグの合体実験を自ら行い、バグとなった。
バグ
デジタル世界で生まれた電子生命体。タックとエースは、道路を掃除するクリーニングマシーンが異常を起こしバグの存在に気づいた。エースの生まれた星は、このバグによって滅ぼされた。初出は、クリーニングマシーンが車と合体した。
その他
証言・通行人（男性）/声：内田国俊
証言・通行人（女性）/声：内村史子

### 主題歌
- OP

「TACK THE HERO 〜DA・GA・NE〜」寺島拓篤・森久保祥太郎
- 作詞：寺島拓篤、作曲：森久保祥太郎、編曲：Devi
- 第21回放送で曲調のみ公開された。
- 第22回放送で公開レコーディングを行った。
- ラジオCD「タックマンCD・発動編」に収録。
- アニうた革命・アニうた革命フルにて配信中。

- ED

「悲しきエースの歌（仮）」森久保祥太郎
- 作詞・作曲：森久保祥太郎
- 第43回放送から制作開始。曲調が公開された。
- 歌詞は森久保がミヤネ屋を見ているときに浮かんだという。

### 放送回
第1部「発動篇」
- 第1話：第13回（2009年10月3日放送/2009年10月9日配信）
- 第2話：第14回（2009年10月10日放送/2009年10月19日配信）
- 第3話：第18回（2009年11月7日放送/2009年11月16日配信）
- 第4話：第19回（2009年11月14日放送/2009年11月20日配信）
- 第5話：第20回（2009年11月21日放送/2009年11月27日配信）
- 第6話：第21回（2009年11月28日放送/2009年12月4日配信）

第2部「激闘篇」
- 第1話：第30回（2010年1月30日放送/2010年2月5日配信）
- 第2話：第31回（2010年2月6日放送/2010年2月12日配信）
- 第3話：第32回（2010年2月13日放送/2010年2月19日配信）
- 第4話：第33回（2010年2月20日放送/2010年2月26日配信）
- 第5話：第34回（2010年2月27日放送/2010年3月5日配信）
- 第6話：第37回（2010年3月20日放送/2010年3月26日配信）

※放送日はラジオ大阪のもの

### スタッフ
- 企画原案：寺島拓篤
- 構成・シナリオ：正岡謙一郎

## 映像企画
『3』にちなんだ番組オリジナルの映像を製作する一大プロジェクト。

### 企画概要
第61回放送現在
- 森久保が運転する車で高知県にある地球33番地を目指す模様を映像化する。
- リスナーから途中立ち寄って欲しい場所を募集している。
- リアルタイムに目的地へ向かう模様を伝えるためにツイッターを使うことが提案されている。

## 貼るっちょ企画
アトラスと番組がコラボしてシールコレクションを作製する。

### 企画概要
- テーマは、3対1の「妄想デート」。
- シチュエーションは「オフィス編」「ウィンターリゾート編」「学校編」。
- シールは、森久保センターバージョン、寺島センターバージョン、梶センターバージョンの3種類あり、全144種類（シール貼り位置48ヶ所×3種類）。
- イベントでは、既に先行販売されているが、2010年12月23日頃から全国のアニメイト店頭にて販売予定。

## イベント

### コーナー
エチュード
- 客からキャラクターと場所の設定と言ってほしい台詞を募集し、それを即興で演じる。台詞を言い終らない限り、終了出来ない。

みつぼしウィスパー
- 客から言ってほしい台詞を募集し、選ばれた人は、その台詞を耳元で囁いてもらえる。

ロックロックこんにちは
- 梶P発案のコーナー。テーマ（例：「ロックな○○」「メルヘンな○○」）にロック（メルヘン）な答えを3人が答える。

### 開催歴
「時空警察ハイペリオン」大阪上映会イベント
- 概要：番組初のイベント。パーソナリティの森久保、寺島が出演した映画「時空警察ハイペリオン」の大阪初上映とトークショーを兼ねる。
- 日時：2009年10月11日（2回公演）
- 場所：クレオ大阪北ホール
- 出演：森久保祥太郎、寺島拓篤、梶裕貴（ゲスト）

「森久保祥太郎･寺島拓篤 ☆☆☆プロデュース」PRESENTS「2010プリンセススタート!」
- 日時：2010年1月3日（昼・夜2回公演）
- 場所：IMAホール
- 出演：森久保祥太郎、寺島拓篤、井口祐一（ゲスト）、日野聡（昼の部ゲスト）、水島大宙（夜の部ゲスト）

「森久保祥太郎・寺島拓篤 ☆☆☆プロデュース」PRESENTS「みつぼしスクエアVOL.1大阪2010春」
- 日時：2010年3月7日
- 場所：namba HIPS 5F スポーツバー「DiJest」
- 出演：森久保祥太郎、寺島拓篤、梶裕貴（ゲスト）

「森久保祥太郎・寺島拓篤・梶裕貴 ☆☆☆プロデュース」PRESENTS「みつぼしスクウェアVOL.2 in東京」
- 日時：2010年6月6日
- 場所：IMAホール
- 出演：森久保祥太郎、寺島拓篤、梶裕貴

「森久保祥太郎・寺島拓篤・梶裕貴 ☆☆☆プロデュース」PRESENTS「みつぼしスクウェアVOL.3 in大阪」
- 日時：2010年7月10日
- 場所：namba HIPS 5F スポーツバー「DiJest」
- 出演：森久保祥太郎、寺島拓篤、梶裕貴

「森久保祥太郎・寺島拓篤・梶裕貴 ☆☆☆プロデュース」PRESENTS「みつぼしスクウェアVOL.4 in東京」
- 日時：2010年9月23日
- 場所：全電通ホール
- 出演：森久保祥太郎、寺島拓篤、梶裕貴

「森久保祥太郎・寺島拓篤・梶裕貴 ☆☆☆プロデュース」PRESENTS「みつぼしスクウェアVOL.5 in大阪」
- 日時：2010年11月28日
- 場所：namba HIPS 5F スポーツバー「DiJest」
- 出演：森久保祥太郎、寺島拓篤、梶裕貴

「森久保祥太郎・寺島拓篤・梶裕貴 ☆☆☆プロデュース」PRESENTS「みつぼしスクエアVOL.6 in東京」
- 日時：2010年12月11日
- 場所：川崎市教育文化会館
- 出演：森久保祥太郎、寺島拓篤、梶裕貴、鳥海浩輔（ゲスト）、立花慎之介（ゲスト）

「森久保祥太郎・寺島拓篤・梶裕貴 ☆☆☆プロデュース」PRESENTS「みつぼしスクウェア大阪特別版（仮）」
- 日時：2011年4月24日
- 場所：namba HIPS 5F ダーツバー「DiJest」
- 出演：森久保祥太郎、寺島拓篤、梶裕貴

「森久保祥太郎・寺島拓篤・梶裕貴 ☆☆☆プロデュース」PRESENTS「みつぼしスクウェアVOL.7 in東京」
- 日時：2011年5月21日
- 場所：ニッショーホール
- 出演：森久保祥太郎、寺島拓篤、梶裕貴

## ラジオCD
「森久保祥太郎・寺島拓篤 ☆☆☆プロデュース」PRESENTSバラエティCD『テラモリ』
- 概要：番組初のプロデュース作品。発売を記念して、パーソナリティの寺島拓篤が2009年8月29日にお渡し会を開催。
- 発売日：2009年10月16日
- 出演：森久保祥太郎、寺島拓篤

イベント入場者プレゼント『恥ずかしいCD』
- 概要：非売品。2010年1月3日に行われたイベント「森久保祥太郎・寺島拓篤 ☆☆☆プロデュース」PRESENTS「2010プリンセススタート!」の入場者に配布された。
- 出演：森久保祥太郎、寺島拓篤
- 内容：詳しくは明かされていないが「恥ずかしく危ない話」。

「森久保祥太郎・寺島拓篤 ★★★プロデュース」PRESENTS『タックマンCD』発動篇
- 概要：第23回放送で発売が発表された。東京国際アニメフェアにて先行発売。
- 発売日：2010年6月25日（先行発売：2010年3月27日・28日）
- 出演：森久保祥太郎、寺島拓篤

「森久保祥太郎・寺島拓篤・梶裕貴 ★★★プロデュース」PRESENTS『タックマンCD』激闘篇（仮）
- 概要：第56回放送で発売時期が発表。
- 発売日：2010年秋以降
- 出演：森久保祥太郎、寺島拓篤、梶裕貴

MITSUBOSHI WHISPER -NINETY-NINE SUCCESSION-
- 概要：イベント内で取られたアンケートの中から提案された台詞をレギュラー3人が囁く。2010年8月に開催されるコミケ、キャラホビ C3×HOBBYにて先行販売。
- 発売日：2010年9月23日（先行販売：2010年8月13日、14日、15日、28日、29日）
- 出演：森久保祥太郎、寺島拓篤、梶裕貴

## TMR 〜寺島拓篤のメガネレボリューション〜
- 概要

「森久保祥太郎・寺島拓篤・梶裕貴 ★★★プロデュース」のスピンオフ番組として声優グランプリモバイルにて毎週火曜日更新で配信中。内容は、「★★★プロデュース」で収まらなかった話や収録裏話、タックマン情報など。
- パーソナリティー

寺島拓篤

## 番組スポンサー
- フロンティアワークス
- 声優グランプリモバイル
- アトラス